# Independence (Minnesota)
Independence is een plaats (city) in de Amerikaanse staat Minnesota, en valt bestuurlijk gezien onder Hennepin County.

## Demografie
Bij de volkstelling in 2000 werd het aantal inwoners vastgesteld op 3236.
In 2006 is het aantal inwoners door het United States Census Bureau geschat op 3561, een stijging van 325 (10.0%).

## Geografie
Volgens het United States Census Bureau beslaat de plaats een oppervlakte van
89,6 km², waarvan 84,4 km² land en 5,2 km² water.

## Plaatsen in de nabije omgeving
De onderstaande figuur toont nabijgelegen plaatsen in een straal van 12 km rond Independence.